# Certificat de tipus
Un certificat de tipus és un document administratiu expedit per una autoritat de certificació per a una aeronau, un motor o una hèlix. Aquest document certifica que el producte respon a un conjunt d'especificacions que en garanteixen l'aeronavegabilitat. L'autoritat de certificació és l'Agència Europea de Seguretat Aèria a Europa i l'Administració Federal d'Aviació als Estats Units. Un certificat de tipus és necessari per a l'explotació comercial d'una aeronau. Quan un model d'aeronau té un certificat de tipus, cada exemplar d'aquesta aeronau també ha de disposar d'un certificat d'aeronavegabilitat.
Un certificat de tipus suplementari (STC) s'expedeix per les modificacions dutes a terme per una tercera part que no té el certificat de tipus.